# Cole Turner (giocatore di football americano)
Nicolas Turner (Clackamas, 16 marzo 2000) è un giocatore di football americano statunitense che milita nel ruolo di tight end per i Washington Commanders della National Football League (NFL).

## Carriera

### Washington Commanders
Turner al college giocò a football all'Università del Nevada-Reno. Fu scelto nel corso del quinto giro (149º assoluto) nel Draft NFL 2022 dai Washington Commanders. Nella sua stagione da rookie disputò 10 partite, di cui 2 come titolare, facendo registrare 2 ricezioni per 23 yard.